# Jack Robinson (surfista)
Jack Robinson (Margaret River, 27 dicembre 1997) è un surfista australiano, vice-campione olimpico a Parigi 2024.

## Biografia
È figlio di Mersina Stratos e Trevor Robinson. Ha iniziato a fare surf all'età di tre anni. All'età di sei anni si è trasferito con la famiglia a Margaret River, nell'Australia occidentale.
All'età di 11 anni, surfava su onde di secondo grado da 8 a 10 piedi a Banzai Pipeline, nelle Hawaii.
Nel 2020 ha sposato la modella professionista brasiliana Julia Muniz, in una cerimonia intima in giardino tenutasi a Margaret River. Nel 2023 la coppia ha annunciato che Muniz era incinta del loro primo figlio.

### Carriera
All'età di 14 anni, si è classificato al primo posto nella lista annuale degli Hot 100 junior di Surfer Magazine del 2012.
Fa vinto il North Shore Surf Shop Pro Junior nel 2014 al Men's Junior Tour.
Nel 2018 ha vinto la WSL Qualifying Series Men's Heroes de Mayo Iquique Pro in Cile. Nel febbraio 2019, ha vinto il Volcom Pipe Pro 2019.
Nel dicembre 2019, Robinson ha vinto la Vans World Cup of Surfing a Sunset Beach in occasione dell'evento finale delle Qualifying Series Men's e si è qualificato per la 2020 World Surf League (WSL) Men's Championship Tour (CT).
Ha vinto il suo primo evento del Championship Tour nel 2021 al Corona Open Mexico, presentato da Quiksilver. Ha vinto anche il Billabong Pro Pipeline e lo SHISEIDO Tahiti Pro nel 2023.
Ai World Surfing Games di Arecibo 2024 ha ottenuto il bronzo a squadre.
Ha rappresentato l'Australia ai Giochi olimpici estivi di Parigi 2024, disputati presso il villaggio di Teahupo'o a Tahiti, dove ha guadagnato la medaglia d'argento nello shortboard, terminado alle spalle del francese Kauli Vaast.

## Palmarès
- Giochi olimpici

Parigi 2024: argento nello shortboard;
- World Surfing Games

Arecibo 2024: bronzo a squadre;